# Paweł Zołotow
Paweł Złotow (ur. 1 listopada?/13 listopada 1892 w Taganrogu, zm. 8 listopada 1979 w Lublinie) – pionier polskiego lotnictwa, pilot wojskowy i cywilny, rekonstruktor zabytkowych samolotów.

## Życiorys
Pochodził z rodziny kozacko-polskiej. Już jako nastolatek pasjonował się lotnictwem, śledził w prasie doniesienia o rozwoju aeronautyki. Kilkakrotnie uciekał z domu i usiłował dotrzeć na odbywające się w Petersburgu mitingi lotnicze. W 1910 roku został tam zatrudniony jako pomocnik mechanika lotniczego i w dniu 24 września 1910 roku odbył swój pierwszy lot na samolocie Farman IV.
W 1913 roku, po zdaniu egzaminu przed komisją wojskową Aeroklubu Wszechrosji, otrzymał dyplom mechanika lotniczego. Został powołany do służby w armii carskiej i rozpoczął naukę pilotażu.
Po wybuchu I wojny światowej, na własną prośbę, został skierowany do eskadry lotniczej stacjonującej na lotnisku mokotowskim, gdzie został szefem mechaników. W 1915 roku został skierowany do wojskowej szkoły lotniczej w Odessie, gdzie ukończył kurs pilotażu. Następnie brał udział w działaniach wojennych przeciwko Niemcom na froncie południowo-zachodnim. Został awansowany do stopnia chorążego i odznaczony orderem św. Stanisława.
Po demobilizacji przedostał się pieszo do Polski i wstąpił do 1 Zaporoskiej Eskadry Lotniczej Armii Czynnej Ukraińskiej Republiki Ludowej, utworzonej w 1 polsko-francuskiej szkole lotniczej w Bydgoszczy. Od 1920 roku służył w Niższej Szkole Pilotów w Bydgoszczy jako instruktor. 

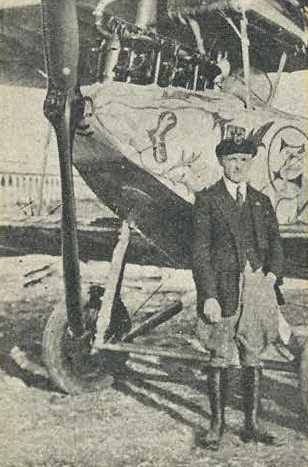
Paweł Złotow przy odbudowanym Albatrosie

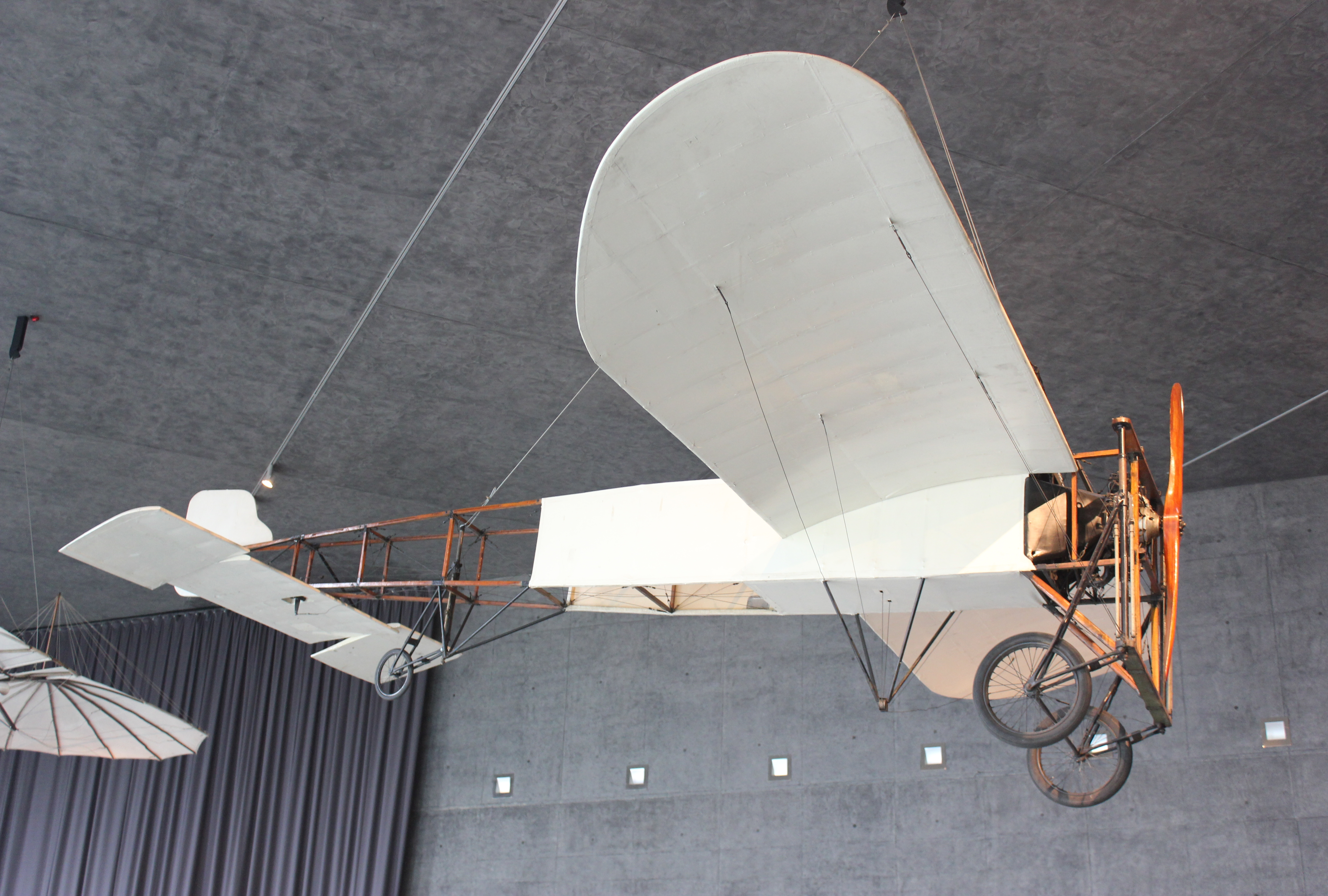
Replika samolotu Blériot XI zbudowana przez Pawła Złotowa

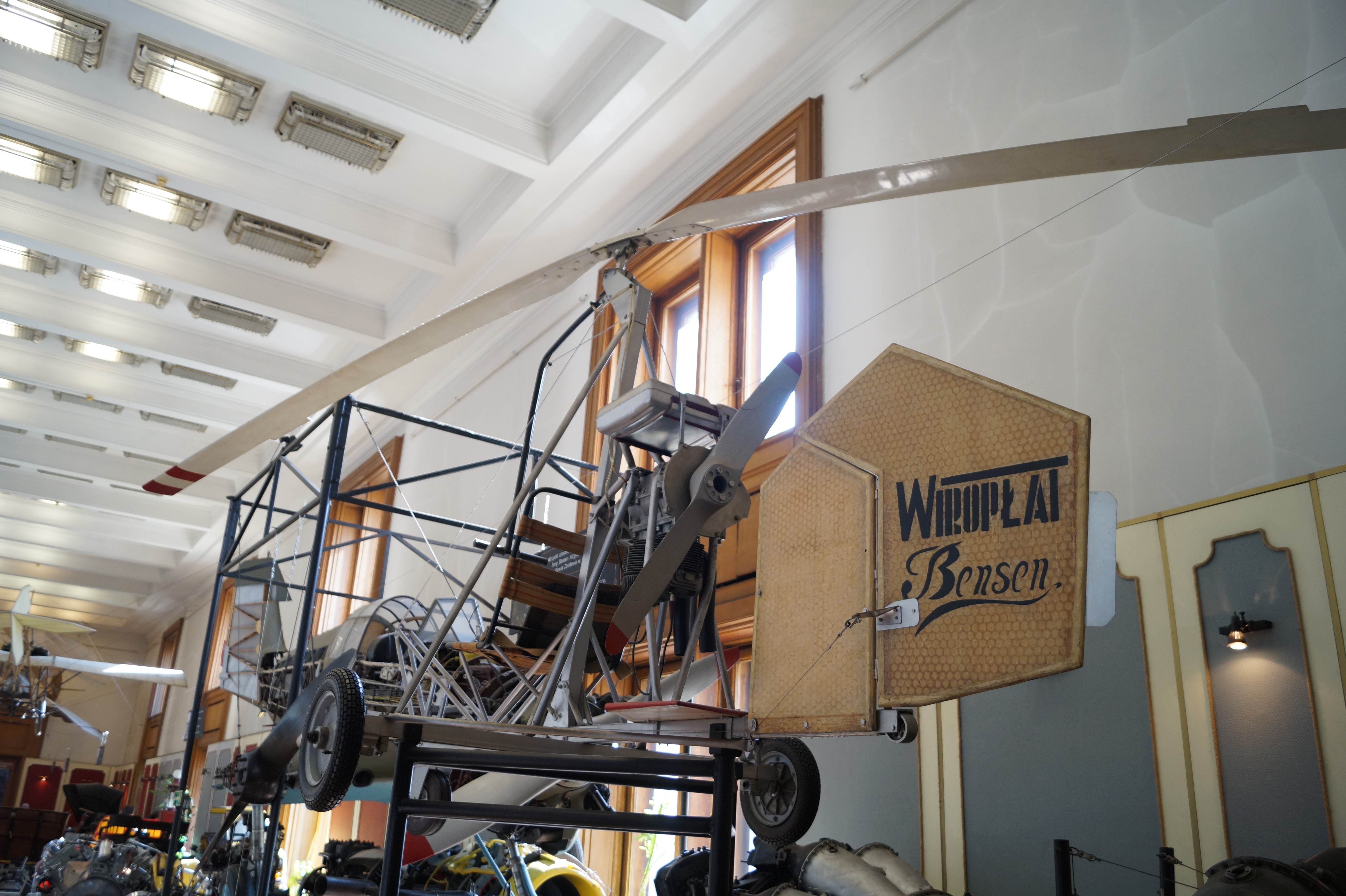
Replika wiropłatu Bensen B-8M w zbiorach Narodowym Muzeum Techniki w Warszawie

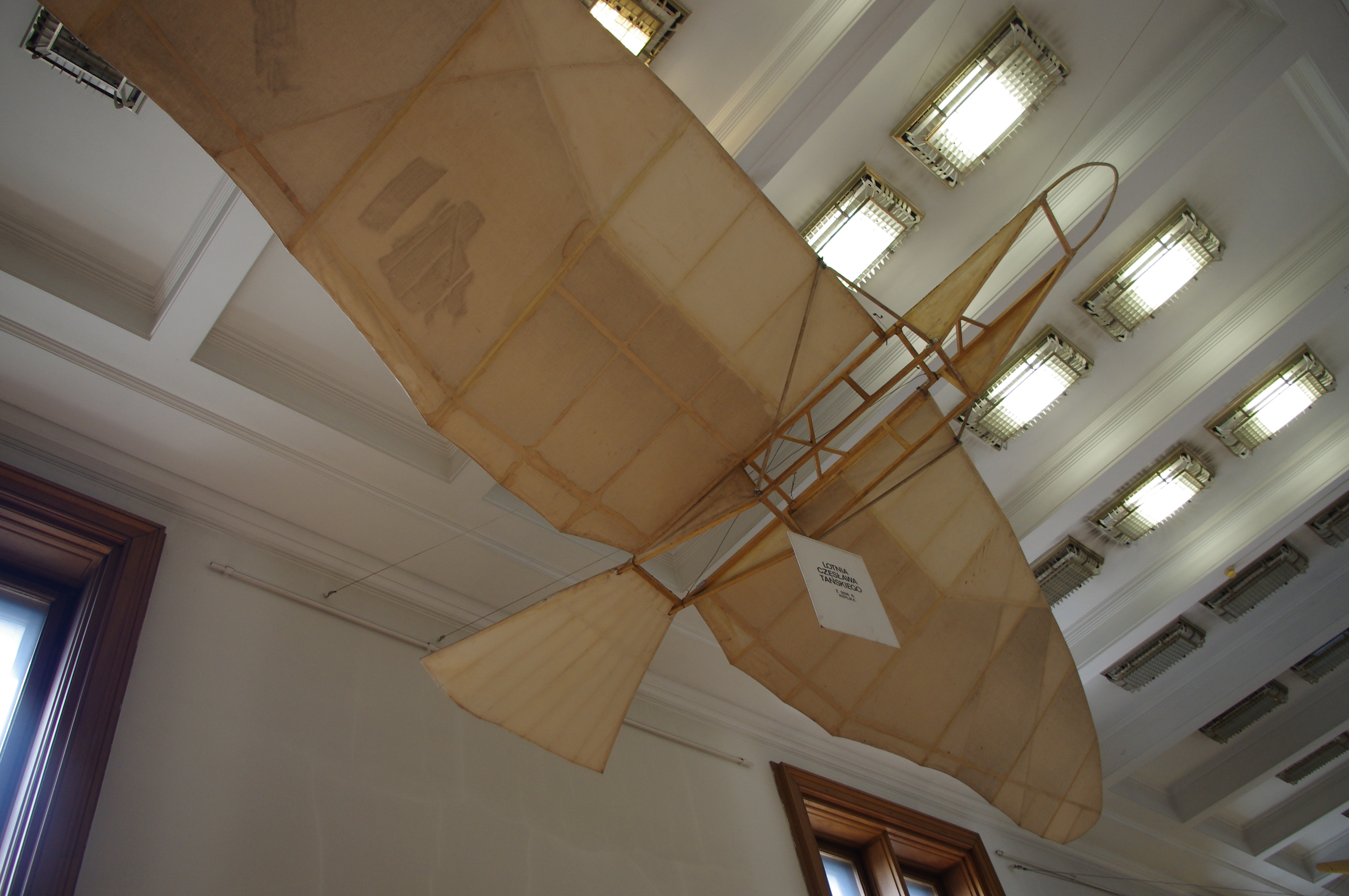
Replika lotni Czesława Tańskiego

W 1921 roku latał na Górnym Śląsku, rozrzucając na polecenie polskich władz wojskowych ulotki i odezwy skierowane do ludności polskiej. Służbę w szkole pilotów pełnił do 1926 roku. Ponadto od 1924 roku wykonywał loty propagandowe, reklamując na swoim samolocie typu różne firmy i towary, m.in. czekoladę Wedla, wódki Baczewskiego i in. Następnie pracował w Aeroklubie Wileńskim, Łódzkim, a potem Lubelskim. W Łodzi pełnił funkcję instruktora Przysposobienia Wojskowego Lotniczego, zaś w Lublinie pilota-oblatywacza Centralnych Warsztatów Aeroklubowych.
W 1924 roku stał się posiadaczem pierwszego prywatnego samolotu w Polsce. Zakupił wycofanego ze służby Albatrosa B.II i wyremontował go. Samolot otrzymał znaki rejestracyjne P-PAWA, Zołotow wykorzystywał go do lotów pasażerskich i reklamowych. Na tym samolocie brał udział w czerwcu i lipcu 1926 roku w pokazach lotniczych w Poznaniu. Były to pierwsze w Polsce pokazy lotów z pasażerem-akrobatą.
Drugiego Albatrosa zakupił w 1927 roku i już w grudniu doprowadził go do stanu użyteczności. Przekazał go komitetowi Ligi Obrony Powietrznej i Przeciwgazowej w Piotrkowie Trybunalskim, gdzie był używany do 1937 roku.
Podczas okupacji niemieckiej przeniósł się do Warszawy, gdzie po wybuchu powstania warszawskiego został aresztowany jako zakładnik, a po klęsce powstańców wywieziony do Niemiec na roboty przymusowe.
Po zakończeniu II wojny światowej do lipca 1945 roku przebywał w obozie dla uchodźców w Dieburgu, skąd powrócił do Lublina. W 1946 r. objął funkcję kierownika miejscowego centralnego klubu lotniczego. Przeszedł kurs instruktorów lotniczych w Cywilnej Szkole Pilotów i Mechaników w Ligocie Dolnej i otrzymał licencję instruktora samolotowego nr 10 wydaną przez Departament Lotnictwa Cywilnego Ministerstwa Komunikacji. W 1949 r. władze komunistyczne zabroniły mu wykonywać loty. Podjął pracę w spółdzielczości. Dopiero w latach 60. mógł z powrotem latać.
W 1960 roku otrzymał w prezencie z Aeroklubu Warszawskiego samolot Piper Cub, który wyremontował i w 1961 roku zarejestrował ze znakami SP-AMB. Kolejnego Pipera (SP-AMH) wyremontował w 1963 roku, został oblatany przez Stanisława Gajewskiego 2 października 1963 roku, wykorzystywał go do lotów prywatnych i do startu w zawodach lotniczych.
W połowie lat 60. przeszedł na emeryturę i zajął się budowaniem replik starych samolotów. W 1967 roku zbudował samolot Blériot XI, w 1969 roku Lotnię Tańskiego, w 1970 roku Demoiselle Alberta Santos-Dumonta i w 1974 roku Bensen B-8M. Przekazał je następnie do zbiorów Muzeum Lotnictwa Polskiego w Krakowie i Muzeum Techniki w Warszawie.
Był członkiem Koła Seniorów Lotnictwa Aeroklubu PRL, działał w Lubelskim Kole Seniorów Lotnictwa. Był członkiem honorowym Aeroklubu Lubelskiego i Aeroklubu Robotniczego w Świdniku.
Zmarł 8 listopada 1979 roku w Lublinie i został pochowany na cmentarzu przy ul. Lipowej.

## Ordery i odznaczenia
- Krzyż Oficerski Orderu Odrodzenia Polski - 1957
- Zasłużony Działacz Lotnictwa Sportowego - 13 grudnia 1965
- Odznaka pilota wojskowego ZSRR I klasy - 23 sierpnia 1964[2]